# Обычное кабельное
«Обычное кабельное» (англ. Basic Cable) — девятый эпизод двадцать третьего сезона американского мультсериала «Южный Парк», премьера которого состоялась на Comedy Central в США 4 декабря 2019 года. Центральная роль в эпизоде отведена Скотту Малкинсону, пытающемуся привлечь внимание одноклассницы при помощи доступа к потоковым мультимедиа. Сюжет пародирует конкуренцию между традиционным кабельным телевидением и потоковыми сервисами, медлительность работников кабельных компаний, а также заставки фильмов про Джеймса Бонда. Также в эпизоде есть отсылка на покупку HBO Max прав на потоковый показ Южного Парка у Hulu.

## Сюжет
В эпизоде снова меняется заставка: теперь она выполнена в стиле заставок фильмов про Джеймса Бонда и посвящена Скотту Малкинсону и его борьбе с сахарным диабетом. Скотт просит своего отца Кларка, техника в городской кабельной компании, оформить подписку на Disney+. Тот ему отказывает, потому что кабельного телевидения им вполне достаточно, и говорит, что он устал от растущей популярности потоковых мультимедиа. У Скотта от стресса повышается уровень сахара в крови, и он вводит себе дозу инсулина. В школе классу представляют новую ученицу, Софи Грей, у которой тоже диабет. Поскольку все остальные в школе высмеивают Скотта за его диабет, он понимает, что она ему идеально подходит, и влюбляется в неё. Другие мальчики тоже проявляют интерес к ней, в столовой он пытается объяснить им, что он ей подходит лучше остальных, но Джимми говорит, что они просто так не отступят. Узнав, что ей очень нравится сериал «Мандалорец» на Disney+, он притворяется, что тоже смотрит его. Когда она предлагает посмотреть вместе новый эпизод сериала, он соглашается, несмотря на то, что у него дома нет Disney+. Скотт снова просит отца оформить подписку на Disney+ для свидания с Софи, тот снова отказывает.
Кларк на работе получает задание устранить неполадки кабельного в доме Стотчей. Оператор также сообщает ему, чтобы он поторопился, поскольку они теряют клиентов. Кларк говорит, что доедет настолько быстро, насколько это возможно. Несмотря на это, он проводит день, неторопливо обедая в парке и играя в боулинг. Когда он подъезжает к дому Стотчей в 17:15, они недовольны тем, что компания и так дала широкое окно для приезда сотрудника с 12:00 до 17:00, а в итоге тот ещё и опоздал на 15 минут. Стивен угрожает прекратить сотрудничество. На следующий день Кларк назначает другим работникам городского кабельного встречу в окно с 10:00 до 14:00 в четверг. Его коллеги приезжают в 13:50, и Кларк высказывает им, что не нужно всегда приезжать за 10 минут до конца окна. Он произносит речь, в которой утверждает, что потоковые медиа используют кабели, которые проложили они. Чтобы показать свою необходимость городу, они разрабатывают план разрушения этой инфраструктуры. Кларк раздаёт всем задания и говорит, что они должны встретиться между 16:00 и 19:00. Однако они все по-прежнему в первую очередь занимаются своими делами, и Кларк отчитывает остальных, хотя и сам вёл себя точно так же.
По совету Картмана Скотт покупает на «чёрном рынке» (у Нейтана) пароль от Disney+. Они с Софи начинают смотреть «Мандалорца», но в этот момент его отец отключает кабели по всему городу. Софи предлагает пойти в дом к Джимми, где собрались все остальные одноклассники. Но там тоже нет сигнала Disney+, как и во всём городе. Остальные мальчики начинают оказывать знаки внимания Софи, и Скотт, как Росомаха, начинает размахивать иглами и велит остальным держаться подальше от его «подруги». Софи говорит ему, что то, что у неё тоже диабет, ещё не делает её подругой Скотта, так как она больше, чем её болезнь. Расстроеный Скотт уходит на игровую площадку. Софи сочувственно следует за ним, на площадке она говорит ему, что понимает, с какими трудностями сталкиваются диабетики каждый день. Она не считает Скотта более странным, чем остальные парни в школе, и, хотя она и пропустила последний эпизод «Мандалорца», ей понравилось шоу Скотта Малкинсона.
В конце эпизода показана заставка, предлагающая купить несуществующую серию «Шоу Скотта Малкинсона» (англ. The Scott Malkinson Show) и телефонный номер, по которому нужно звонить. Телефонный номер действительно существовал, и по нему голос Трея Паркера предлагал купить несуществующую серию.

## Отзывы
Райан Паркер из The Hollywood Reporter отметил «ультра-мета-направленность» эпизода, в частности жалобу Кларка на шоу, в которых не хватает идей, которые используют шоу в шоу, практику, которую Рей Паркер наблюдал в самом Южном Парке в течение всего сезона, в том числе в этом эпизоде. Он отмечает удачную заставку, а то, что в конце был показан настоящий телефонный номер из города Фэрплей, штат Колорадо, при звонке на который можно было услышать запись голоса Трея Паркера, предлагающего купить фальшивую серию, название которой показано на заставке в этом эпизоде («Шоу Скотта Малкинсона» англ. «The Scott Malkinson Show»), было весьма удачной шуткой. Кроме того, это является отсылкой на недавнее приобретение за 500 миллионов долларов HBO Max прав на потоковую передачу Южного Парка в США, которыми ранее владела Hulu.
Джесси Шедин из IGN дал эпизоду оценку «великолепный», поставив 8,2 из 10 баллов, написав в своем обзоре: «Хотя и „Обычное кабельное“ не может сравниться с „Похитителями какашек“, он продолжает недавнюю тенденцию по возврату к более классической форме шоу». Он считает эпизод «удивительно душевным», поскольку в нём раскрывается характер ранее второстепенного персонажа Скотта Малкинсона, и даже Картман в нём выглядит более мягким, чем обычно. Юмор, связанный с кабельным, Шедин считает устаревшим, но «не настолько, чтобы испортить веселье».
Крис Лонго из Den of Geek также поставил высокую оценку, поставив 4 из 5 звёзд (первый эпизод 23-го сезона, оценённый этим изданием выше 3 звёзд). Он отмечает, что будь у авторов больше времени для работы над эпизодом, он мог бы получиться ещё лучше. Также он отмечает, что формат спиноффов, выбранный во второй половине сезона, явно пошёл шоу на пользу.
Стефани Уильямс из The A.V. Club дала эпизоду высокую оценку «B+», написав в своем обзоре: «Не думаю, что буду смотреть „Шоу Скотта Малкинсона“, если оно выйдет как отдельный мультсериал, но эпизод мне понравился».
Дани Ди Пласидо из Forbes пишет, что ему нравится формат «шоу внутри шоу», таким способом, по его мнению, шоу остаётся свежим и не повторяет ошибку «Симпсонов», которые зациклились на одном формате. Он отмечает, что заставка в стиле Джеймса Бонда была очень удачной — именно так сам Скотт видит себя.
Ренальдо Матадин из CBR.com отметил в эпизоде критику Disney+ за его бизнес-практику.
Джереми Ламберт из 411mania.com поставил эпизоду оценку 8 из 10, назвав его «очень хорошим». Он считает, что образ отца Скотта получился убедительным, и ему можно дать больше экранного времени. Также он отмечает, что это логичное продолжение критики кабельных компаний, начатой еще в эпизоде «Познавательная снафф-порнуха». В целом, по его мнению, в эпизоде многослойный юмор удачно сочетается с простыми шутками.